# B612號小行星
B612號小行星（B 612）是法國小說《小王子》中的虛構小行星，小王子的住處。在小說中，這顆小行星於1909年被一位土耳其天文學家發現。它面積不大，有兩座活火山、一座死火山，以及一朵玫瑰。小王子每週定期清理小行星，並給玫瑰澆水。一天，小王子被玫瑰所說的話刺傷，因而離開B612號小行星出外旅行:42。
現實中，一顆小行星（46610）在2002年被命名為「B612」。此外，致力於避免小行星撞擊地球的組織B612基金會和修圖應用程式B612的名字也都是取自於B612號小行星。